# ماتیاس گندینگر
ماتیاس گندینگر (انگلیسی: Mathias Gnädinger؛ ۱۹۴۱ – ۲۰۱۵) یک صداپیشه و بازیگر سینما اهل سوئیس بود.
از فیلم‌ها یا برنامه‌های تلویزیونی که وی در آن نقش داشته است می‌توان به سقوط، سفر امید، عدالت اشاره کرد.